# فونتانیل
فونتانیل (به اسپانیایی: Fontanillas) یک منطقهٔ مسکونی در اسپانیا است که در بایکس امپوردا واقع شده‌است. فونتانیل ۹٫۳ کیلومتر مربع مساحت دارد.